# Garbo (cantautore)
Garbo, pseudonimo di Renato Abate (Milano, 25 aprile 1958), è un cantautore italiano.
Insieme a Faust'O, ai Diaframma e al primo Enrico Ruggeri, è stato un esponente della New wave italiana, corrente musicale nata nei primi anni ottanta e ispirata da artisti internazionali come David Bowie, Bryan Ferry, Japan e Ultravox.

## Biografia

### Gli anni '80 ed il Festival di Sanremo
Debutta nel 1981 per la EMI con l'album A Berlino... Va Bene contenente il singolo omonimo (ispirato dalle sonorità del Bowie della Trilogia di Berlino), il cui videoclip sarà presentato per la prima volta alla trasmissione Mister Fantasy, condotta dal suo amico giornalista Carlo Massarini.
La scelta del nome d'arte scaturisce da un episodio avvenuto in un ufficio anagrafico: notando la presenza in elenco di diversi nominativi di cognome Garbo (tipicamente veneto), decise che per il suo eventuale ingresso nel mondo della musica avrebbe utilizzato questo pseudonimo.
Nel 1982 è la volta dell'album Scortati, che contiene i singoli Generazione e Vorrei Regnare, con cui l'artista partecipa anche ad alcune puntate del Festivalbar nell'estate 1983.
Sul finire dello stesso anno inizia la collaborazione con Roberto Colombo ed esce il singolo Quanti Anni Hai? con la partecipazione di Antonella Ruggiero, voce dei Matia Bazar. Il brano entra nella classifica elaborata da Radio Deejay.
Garbo partecipa al Festival di Sanremo 1984 con Radioclima, classificandosi nelle ultime posizioni, ma vincendo il "Premio della Critica" in memoria di Saverio Rotondi, direttore della rivista Ciao 2001.
Nel 1984 esce l'antologia Fotografie che comprende il singolo Radioclima più i maggiori successi di Garbo, alcuni rivisitati in chiave differente rispetto alle versioni originali.
Lo stesso anno segna inoltre una collaborazione tra l'artista e i Matia Bazar per l'album di questi ultimi Aristocratica. Il brano in cui Garbo presta la sua voce è Ultima Volontà.
Nel 1985 partecipa nuovamente al Festival di Sanremo questa volta con il brano Cose Veloci, ultima produzione con Roberto Colombo, piazzandosi in ultima posizione.
Nel 1986 pubblica l'album Il Fiume, per la Polygram, raggiungendo quello che sarà il suo periodo di maggior notorietà. L'omonimo video è in rotazione su Videomusic e su Deejay Television (canale musicale e trasmissione musicale più seguiti all'epoca). Garbo partecipa a diverse manifestazioni canore (Festivalbar su tutte) e riscuote molti consensi.
Nel 1988 esce Manifesti, album prodotto da Alberto Salerno, che contiene il singolo ExtraGarbo con cui l'artista fece una delle sue ultime apparizioni televisive al Festivalbar.

### Gli anni '90 e la scena indipendente
Negli anni novanta Garbo prosegue la sua carriera, ma in tono più dimesso e da vero outsider pubblica alcuni dischi per svariate etichette indipendenti.
Nel 1990 esce per la KinderGarten (etichetta per cui incisero i fiorentini Neon e i catanesi Denovo) l'album 1.6.2, seguito a breve distanza dal live Garbo e Il Presidente (1991), nel quale suonano alcuni componenti dei Neon, e che vanta la particolarità di essere un disco in studio, ma registrato "in presa diretta".
Infatti sul disco non influisce la benché minima operazione di pulizia dalle imperfezioni: addirittura nel brano di chiusura, Cosa rimane (registrato nel suo studio privato, a differenza dal resto del disco), evita di escludere lo squillo del telefono pur di mantenere la testimonianza più realistica possibile.
Il desiderio di curare in autonomia ogni aspetto della sua musica porta Garbo a fondare una propria casa discografica, la Discipline, e la battezza nel 1993 con due dischi: l'inedito Macchine Nei Fiori e Cosa Rimane… Rivisitazioni (81-91), in cui rilegge alcuni suoi brani del passato indirizzando la ricerca verso musicalità più orientali. L'incanto dell'Oriente agisce anche in Fuori Per Sempre (1995), denso di temi poetici ed esistenziali. In questo lavoro, decisamente più cantautorale rispetto al resto della sua produzione discografica, spicca la rivisitazione del celebre brano I ragazzi italiani, in duetto con Ron e con la compartecipazione di Biagio Antonacci.
Nel 1997 Garbo pubblica Up The Line (The Virtual Sound, Word And Image), un'altra tappa della sua sperimentazione, contemporanea alla fondazione del movimento del Nevroromanticismo, che raccoglie gli scrittori Isabella Santacroce, Tommaso Labranca, Tiziano Scarpa, Niccolò Ammaniti, Aldo Nove e altri "Cannibali".
L'atmosfera decadente permea anche Grandi Giorni (1998), come sempre incentrato sulle inquietudini e le problematiche del nuovo millennio. Il disco sorta di raccolta di nuove incisioni assemblate a vecchi successi esce per la FRI, la nota etichetta di Claudio Cecchetto e degli 883.

### I 2000: tra raccolte e nuovi dischi
Dopo le raccolte Garbo: I Successi (1999) e Il Meglio, uscite per le piccole etichette DV More Records e Mr. Music, il musicista si prende ben tre anni prima di pubblicare Blu nel 2002, firmando un rapporto con l'etichetta di Valerio Soave Mescal. Blu racchiude i due singoli Un Bacio Falso e Migliaia Di Rose, che riportano Garbo sui percorsi musicali più melodici e accattivanti dei suoi esordi.
Nel 2004 la EMI pubblica per la prima volta su CD i primi tre album di Garbo: A Berlino... Va Bene, Scortati e Fotografie, rimasterizzati in digitale.
La riedizione di Fotografie è arricchita di bonus track, tra cui un remix 2004 di Radioclima.
Nello stesso anno Garbo partecipa a un progetto musicale di Boosta, tastierista dei Subsonica, intitolato Iconoclash, in cui vengono rivisitati successi pop degli anni ottanta in chiave post-punk e new wave. Garbo è presente con A Berlino...Va Bene in una versione destrutturata. Al progetto partecipano anche elementi dei Linea 77.
Nel 2005 esce per la ricostituita Discipline l'album Gialloelettrico, che include il singolo Onda Elettrica (brano scritto insieme a Luca Urbani dei Soerba). L'album segna la collaborazione tra l'artista e musicisti di nuova generazione come Morgan, i Delta V e appunto Luca Urbani. Il videoclip di Onda Elettrica, scritto, diretto e montato da Graziano Molteni è stato premiato al 7º Premio Videoclip Italiano come "Miglior Soggetto" nella categoria "Indipendenti". Nel disco figurano molte special guest come Luca Urbani, Debora Villa, Boosta dei Subsonica, Carlo Bertotti dei Delta V ed Andy Fumagalli. L'ultimo singolo ad oggi è Forse.
Nel 2006 esce un disco tributo doppio dedicato all'artista intitolato ConGarbo con famosi brani rivisitati da artisti come Francesco Bianconi e Rachele Bastreghi (Baustelle), Soerba, Delta V, Boosta (Subsonica), Marco Notari, Lele Battista (La Sintesi), N.A.M.B., Andy dei Bluvertigo, Krisma, Gionata, Mauro Ermanno Giovanardi (La Crus), Zu e Meg (99 Posse), Madaski, Ovophonic e Derivando. Nel corso dello stesso anno Garbo produce Dior DNA, il primo singolo del giovane artista elettronico Eugene.
Nell'aprile 2007 la EMI pubblica la raccolta retrospettiva The Best - Platinum Collection dedicata al periodo degli anni ottanta di maggior successo dell'artista. La raccolta include anche i brani Il Fiume,Per Te ed Extra Garbo (quest'ultima per la prima volta in formato cd).
Nel settembre dello stesso anno Universal riprende in mano i vecchi nastri dell'artista con le incisioni de Il Fiume e Manifesti e ripubblica in una lussuosa versione digipack in CD i due album, il secondo dei quali uscì all'epoca solo in vinile. Tutti i brani sono stati rimasterizzati con un'operazione analoga a quella realizzata da EMI tre anni prima.
Nel settembre 2008 esce per Discipline/Mescal/Venus l'album Come il vetro, che completa la trilogia cromatica iniziata nel 2002 con Blu e continuata nel 2005 con Gialloelettrico. Al disco partecipano vari artisti come TAO, Elisabetta Fadini, Alberto Styloo, Angelo Bellandi (Ovophonic), Andrea Soldani (Derivando), Rino Scarcelli, Luca Princiotta, Angela Fumagalli.
Nel luglio del 2009 produce, compone musiche e testi per l'album Desmodus dell'attrice e vocal researcher Elisabetta Fadini.
Nel 2011 collabora con i Soluzione al brano "Luce" che appare all'interno dell'album "L'esperienza segna" dei Soluzione pubblicato da Jost/Audioglobe.
Nel 2012 pubblica un nuovo album, intitolato La Moda e contenente 10 nuove canzoni firmate insieme a Luca Urbani, ex componente dei Soerba.
Nel 2014 partecipa come attore al film Sexy shop di Maria Erica Pacileo e Fernando Maraghini.
Nel 2015 reinterpreta "Grandi giorni" nell'EP del gruppo new wave bresciana Newdress intitolato Novanta.
Il 10 aprile del 2015 esce l'album Fine, in collaborazione con Luca Urbani, amico e socio nell'etichetta discografico-editoriale Discipline. Il disco viene pubblicato grazie a una raccolta di crowdfunding promossa sulla piattaforma MusicRaiser. L'album unisce il pop elettronico di matrice anglosassone di Luca Urbani al glam rock di Garbo. L'album si avvale dell'assistenza di Matteo Agosti e della partecipazione di Mauro Sabbione, Nicodemo e Denise.
Nel 2016, per festeggiare i 35 anni di carriera artistica, viene pubblicato il 45 giri Un graffio / Coerente, Un graffio cantata da Garbo insieme a Francesco Bianconi e Rachele Bastreghi dei Baustelle, Coerente un inedito e aggettivo con cui Renato Abate viene tributato da molti fan e addetti ai lavori.
Il 21 settembre viene pubblicato Garbo Living 2016, il primo Live ufficiale e di fatto un BEST, un doppio album con 20 brani che condensano l'intero percorso artistico di Garbo. Segue un lungo tour in molte città d'Italia.
È del gennaio 2017 l'uscita sul mercato del primo disco del progetto Christadoro, legato al musicista Mox Cristadoro, in cui Garbo offre la sua voce per un'introduzione recitata a una cover del brano 'Il Sosia', dal repertorio di Giorgio Gaber.
Nel 2018 Garbo collabora nuovamente con Eugene, cantando sul suo singolo Radiowave, che vede ospite anche Andy (Andrea Fumagalli), fondatore e polistrumentista dei Bluvertigo. Il brano viene pubblicato il 7 novembre dello stesso anno e raggiunge il primo posto nella classifica alternative iTunes in Italia.
Nel 2019 collabora con Davide Matrisciano, cantando nel brano Grave emorragia di personalità contenuto nell’album Buona visione uscito l’11 ottobre dello stesso anno per l’etichetta Seahorse Recordings.
Ad inizio 2023, dopo ben otto anni da Fine, pubblica Nel vuoto, con sette nuovi brani, tra melodia e sperimentazione, più una nuova versione di Sembra.

## Discografia

### Album in studio
- 1981 - A Berlino... va bene (EMI, ristampato nel 2004)
- 1982 - Scortati (EMI, ristampato nel 2004)
- 1984 - Fotografie (EMI, ristampato nel 2004)
- 1986 - Il fiume (Polygram, ristampato nel 2007)
- 1988 - Manifesti (Polygram, ristampato nel 2007)
- 1990 - 1.6.2 (Kindergarten Records)
- 1993 - Macchine nei fiori (Discipline)
- 1995 - Fuori per sempre (Discipline)
- 1997 - Up the Line (Discipline)
- 1998 - Grandi giorni (Free Records Independent)
- 2002 - Blu (Mescal/Sony)
- 2005 - Gialloelettrico (Discipline/Venus)
- 2008 - Come il vetro (Discipline/Venus)
- 2012 - La moda (Discipline)
- 2015 - Fine (con Luca Urbani) (Discipline)
- 2023 - Nel vuoto (Incipit/Egea)

### Album dal vivo
- 1992 - Garbo e il presidente (Live 1991) (Kindergarten Records)

### Raccolte
- 2007 - The Best - Platinum Collection — EMI (collezione)

### Altro materiale
- 1993 - Macchine nei fiori / Cosa rimane Rivisitazioni '81-'91 — CGD (boxset)
- 2003 - Migliaia di rose — Mescal/Sony (EP)
- 2006 - ConGarbo—Photographic/Venus (tribute album)
- 2010 - Init — Discipline (Live)
- 2010 - Gira in continuazione— Discipline (EP)
- 2016 - Garbo Living 2016— Discipline (Live)
- 2017 - Christadoro- (intro recitata) - AMS/BTF

### Singoli
- 1981 - A Berlino... va bene
- 1982 - Vorrei regnare
- 1983 -  Generazione
- 1983 - Quanti anni hai?
- 1984 - Radioclima
- 1985 - Cose veloci
- 1986 - Il fiume
- 1986 - Per te
- 1987 - Extragarbo
- 1988 - Dal silenzio
- 1990 - Domani
- 1993 - Ciao/Ciao 31
- 1998 - Grandi giorni
- 1998 - Un bacio
- 2002 - Un bacio falso
- 2003 - Migliaia di rose
- 2004 - Radioclima (Electroclima Mix)
- 2005 - Onda elettrica
- 2006 - Forse
- 2006 - Giallo (promo only)
- 2007 - Grandi giorni (promo only) (w/GeorgeAnne Kalweit)
- 2008 - Voglio morire giovane
- 2012 - La moda
- 2012 - Sembra
- 2012 - Sexy per amore
- 2015 - Mia melancholia
- 2015 - Stella nera
- 2015 - La fretta
- 2016 - Un graffio/coerente (45 giri)